# 志紀郡
志紀郡（日语：／ Shiki gun */?）為過去日本大阪府轄下的郡，已於1896年4月1日被拆分，分別與周邊的郡合併為南河內郡和中河內郡。
在1880年實施郡區町村編制法時的轄區包括現在的藤井寺市南部部分地區、八尾市南部部分地區和柏原市的西部部分區域。

## 歷史
在令制國時代屬於河內國。
在江戶時代分屬幕府直屬、伯太藩、沼田藩、小田原藩、丹南藩、公家久我家和道明寺的領地。
明治維新後，郡內的幕府領地和公家領先後被劃為大坂裁判所司農局、大阪府司農局、大阪府南司農局、河內縣、堺縣、五條縣的轄區，小田原藩領地也由於戊辰戰爭的處分被新政府收回，而其他原屬各藩的領地在1871年實施廢藩置縣後也分別被劃為由藩改設立的伯太縣、沼田縣、丹南縣，不過僅半年後的第一次府縣整併中，志紀郡全境就全數被整併至堺縣。
1880年實施郡區町村編製法，正式的設置了近代的行政區劃「志紀郡」，但並未設置自己的郡役所，而是由古市郡役所負責管理周邊的石川郡、錦部郡、八上郡、古市郡、安宿部郡、丹南郡、志紀郡，因此古市郡役所也被更名為「石川錦部八上古市安宿部丹南志紀郡役所」。
1881年，由於堺縣被併入大阪府，志紀郡隨之成為大阪府的轄區。

### 沿革

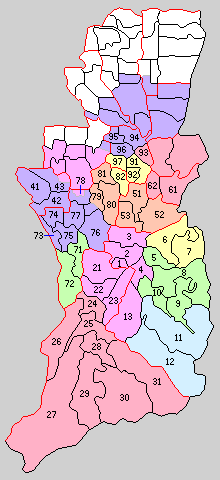
1889年志紀郡轄下的行政區劃：
91.道明寺村 92.澤田村 93.柏原村 94.志紀村 95.三木本村 96.太田村 97.小山村
（上方黄色：屬藤井寺市、左方綠色：屬大阪狹山市、右方紫色：屬八尾市、上方桃色：屬松原市、上方紅色：屬柏原市、1 - 13屬石川郡、21 - 31屬錦部郡、41 - 43屬八上郡、51 - 53屬古市郡、61・62屬安宿部郡、71 - 82屬丹南郡）

- 1889年04月1日：實施町村制，志紀郡下設道明寺村（日语：道明寺町）、澤田村（日语：沢田村 (大阪府)）、柏原村、志紀村（日语：志紀）、三木本村（日语：大正 (八尾市)）、太田村、小山村（日语：小山村 (大阪府)）。（7村）
- 1890年03月31日：道明寺村和澤田村合併為新設立的道明寺村。[2]
- 1896年04月1日：實施郡制（日语：郡制），同時原屬於「石川錦部八上古市安宿部丹南志紀郡役所」，除志紀郡三木本村以外的區域被合併為南河內郡；三木本村則與「丹北大縣高安河內若江澀川郡役所」的轄區合併為中河內郡。